# 梶原 (鎌倉市)
梶原（かじわら）は、神奈川県鎌倉市深沢地域にある大字。現行行政地名は梶原一丁目から梶原五丁目と大字梶原。住居表示は一丁目から五丁目は実施済み区域、大字梶原は未実施区域。湘南モノレール江の島線の湘南深沢駅を挟んだ東西の地域である。

## 地理・歴史
平安時代中期に編纂された『倭名類聚抄』に鎌倉郡内の七郷の一（梶原郷）として記録がなされており、律令制下の国郡郷制の郷だったと考えられる。現在の梶原よりも広く、深沢地域をほぼ指していたと比定される。
『尊卑分脈』によると鎌倉景通がここに住み梶原氏を称し、その嫡子景久が住んだとされ、梶原氏出自の地とされる。景通の玄孫である景時の墓と伝えられるやぐらが深沢小学校の裏庭に存在する。一方、『新編鎌倉志』では鎌倉景正が居住した旧地に同族の梶原氏が居住したと記録されている。
戦国時代には後北条氏の支配下になり、松山衆太田豊後守の知行地となる。『小田原衆所領役帳』では116貫22文と記される。永禄年間に州崎郷に、『新編相模国風土記稿』では小松郷に属するとされる。
寛永10年（1633年）より天領となる。
昭和23年（1948年）から鎌倉市の大字となる。
1960年代には野村グループ（野村不動産の梶原山住宅地、野村総合研究所研究センター）等による開発が進んだ。
昭和58年（1983年）2月7日の住居表示に伴い梶原一丁目-五丁目となった。

### 地価
住宅地の地価は、2023年（令和5年）1月1日の公示地価によれば、梶原2-5-4の地点で13万8000円/m2となっている。

## 世帯数と人口
2023年（令和5年）9月1日現在（鎌倉市発表）の世帯数と人口は以下の通りである。
| 大字・丁目 | 世帯数    | 人口    |
| ---------- | --------- | ------- |
| 梶原       | 200世帯   | 420人   |
| 梶原一丁目 | 355世帯   | 717人   |
| 梶原二丁目 | 866世帯   | 2,140人 |
| 梶原三丁目 | 588世帯   | 1,395人 |
| 梶原四丁目 | 292世帯   | 604人   |
| 梶原五丁目 | 385世帯   | 754人   |
| 計         | 2,686世帯 | 6,030人 |

### 人口の変遷
国勢調査による人口の推移。
| 年                 | 人口  |
| ------------------ | ----- |
| 1995年（平成7年）  | 8,128 |
| 2000年（平成12年） | 7,485 |
| 2005年（平成17年） | 6,748 |
| 2010年（平成22年） | 6,526 |
| 2015年（平成27年） | 6,234 |
| 2020年（令和2年）  | 6,203 |

### 世帯数の変遷
国勢調査による世帯数の推移。
| 年                 | 世帯数 |
| ------------------ | ------ |
| 1995年（平成7年）  | 2,902  |
| 2000年（平成12年） | 2,852  |
| 2005年（平成17年） | 2,651  |
| 2010年（平成22年） | 2,664  |
| 2015年（平成27年） | 2,654  |
| 2020年（令和2年）  | 2,703  |

## 学区
市立小・中学校に通う場合、学区は以下の通りとなる（2017年7月時点）。
| 大字・丁目 | 番地                                                         | 小学校               | 中学校             |
| ---------- | ------------------------------------------------------------ | -------------------- | ------------------ |
| 梶原       | 200～243、249～251 268～278、321～1930                       | 鎌倉市立富士塚小学校 | 鎌倉市立深沢中学校 |
| 梶原       | 1～199、244～248 252～267、279～320                          | 鎌倉市立深沢小学校   | 鎌倉市立深沢中学校 |
| 梶原一丁目 | 全域                                                         | 鎌倉市立深沢小学校   | 鎌倉市立深沢中学校 |
| 梶原二丁目 | 全域                                                         | 鎌倉市立深沢小学校   | 鎌倉市立深沢中学校 |
| 梶原三丁目 | 全域                                                         | 鎌倉市立深沢小学校   | 鎌倉市立深沢中学校 |
| 梶原四丁目 | 全域                                                         | 鎌倉市立深沢小学校   | 鎌倉市立深沢中学校 |
| 梶原五丁目 | 1～12番、13番1〜9号 13番11号・14〜18号 17番1〜12・14号〜35号 | 鎌倉市立深沢小学校   | 鎌倉市立深沢中学校 |
| 梶原五丁目 | 13番10号、13番12〜13号 14〜16番、17番13号                    | 鎌倉市立御成小学校   | 鎌倉市立御成中学校 |

## 事業所
2021年（令和3年）現在の経済センサス調査による事業所数と従業員数は以下の通りである。
| 大字・丁目 | 事業所数  | 従業員数 |
| ---------- | --------- | -------- |
| 梶原       | 23事業所  | 723人    |
| 梶原一丁目 | 40事業所  | 343人    |
| 梶原二丁目 | 30事業所  | 305人    |
| 梶原三丁目 | 21事業所  | 99人     |
| 梶原四丁目 | 8事業所   | 89人     |
| 梶原五丁目 | 15事業所  | 38人     |
| 計         | 137事業所 | 1,597人  |

### 事業者数の変遷
経済センサスによる事業所数の推移。
| 年                 | 事業者数 |
| ------------------ | -------- |
| 2016年（平成28年） | 152      |
| 2021年（令和3年）  | 137      |

### 従業員数の変遷
経済センサスによる従業員数の推移。
| 年                 | 従業員数 |
| ------------------ | -------- |
| 2016年（平成28年） | 1,473    |
| 2021年（令和3年）  | 1,597    |

## 交通

### 鉄道
- 湘南モノレール 江の島線
  - 湘南深沢駅

## 施設

### 寺社・旧跡
- 伝梶原景時墓（深沢小学校裏庭）
- 等覚寺
- 日野俊基墓（葛原岡神社に隣接、源氏山公園内）
- 葛原岡神社
- 源氏山公園（北側。南側は扇ガ谷に属する）

### その他
- 中外製薬 鎌倉研究所跡地
- 鎌倉市立深沢小学校
- 鎌倉市立深沢中学校
- 鎌倉梶原郵便局
- 野村総合研究所研究センター跡地
- 東日本旅客鉄道大船工場跡地（寺分・上町屋にまたがる）
- 湘南モノレール 深沢車庫

## その他

### 日本郵便
- 郵便番号 : 247-0063[3]（集配局 : 大船郵便局[19]）。